# 청룡영화상의 수상자 목록
다음은 청룡영화상 역대 수상자의 목록이다.

## 대상
- 14회(1993) - 임권택(《서편제》)
- 15회(1994) - 《헐리우드 키드의 생애》

## 최우수작품상
- 1회(1963) - 《혈맥》
- 2회(1964)
  - 극영화 - 《잉여인간》
  - 비극영화 - 《낙동강》
- 3회(1965)
  - 극영화 - 《저 하늘에도 슬픔이》
  - 비극영화 - 《홍도》
- 4회(1966)
  - 극영화 - 《시장》
  - 비극영화 - 《월남전선》
- 5회(1967)
  - 극영화 - 《산불》
  - 비극영화 - 《흥부와 놀부》
- 6회(1969)
  - 극영화 - 《카인의 후예》
  - 비극영화 - 《성년한국》
- 7회(1970)
  - 극영화 - 《독짓는 늙은이》
  - 비극영화 - 《밀림의 첨병》
- 8회(1971)
  - 극영화 - 《옥합을 깨뜨릴 때》
  - 비극영화 - 《선착장》
- 9회(1972)
  - 극영화 - 《석화촌》
  - 비극영화 - 《04:00 -1950-》
- 10회(1973)
  - 극영화 - 《삼일천하》
  - 비극영화 - 《남몰래 묻은 항아리》
- 11회(1990) - 《그들도 우리처럼》
- 12회(1991) - 《사의 찬미》
- 13회(1992) - 《우리들의 일그러진 영웅》
- 14회(1993) - 《서편제》
- 15회(1994) - 《태백산맥》
- 16회(1995) - 《아름다운 청년 전태일》
- 17회(1996) - 《축제》
- 18회(1997) - 《초록물고기》
- 19회(1998) - 《8월의 크리스마스》
- 20회(1999) - 《인정사정 볼 것 없다》
- 21회(2000) - 《공동경비구역 JSA》
- 22회(2001) - 《봄날은 간다》
- 23회(2002) - 《취화선》
- 24회(2003) - 《봄 여름 가을 겨울 그리고 봄》
- 25회(2004) - 《실미도》
- 26회(2005) - 《친절한 금자씨》
- 27회(2006) - 《괴물》
- 28회(2007) - 《우아한 세계》
- 29회(2008) - 《우리 생애 최고의 순간》
- 30회(2009) - 《마더》
- 31회(2010) - 《의형제》
- 32회(2011) - 《부당거래》
- 33회(2012) - 《피에타》
- 34회(2013) - 《소원》
- 35회(2014) - 《변호인》
- 36회(2015) - 《암살》
- 37회(2016) - 《내부자들》
- 38회(2017) - 《택시운전사》
- 39회(2018) - 《1987》
- 40회(2019) - 《기생충》
- 41회(2020) - 《남산의 부장들》
- 42회(2021) - 《모가디슈》
- 43회(2022) - 《헤어질 결심》
- 44회(2023) - 《밀수》

## 감독상
- 1회(1963) - 이만희(《돌아오지 않는 해병》)
- 2회(1964) - 유현목(《잉여인간》)
- 3회(1965) - 김수용(《저 하늘에도 슬픔이》)
- 4회(1966) - 이만희(《시장》)
- 5회(1967) - 김수용(《사격장의 아이들》)
- 6회(1969) - 유현목(《카인의 후예》)
- 7회(1970) - 최하원(《독짓는 늙은이》)
- 8회(1971) - 김기영(《화녀》)
- 9회(1972) - 김효천(《소장수》)
- 10회(1973) - 정진우(《섬개구리 만세》)
- 11회(1990) - 정지영(《남부군》)
- 12회(1991) - 임권택(《개벽》)
- 13회(1992) - 박종원(《우리들의 일그러진 영웅》)
- 14회(1993) - 김유진(《참견은 노 사랑은 오예》)
- 15회(1994) - 장선우(《너에게 나를 보낸다》)
- 16회(1995) - 박광수(《아름다운 청년 전태일》)
- 17회(1996) - 임권택(《축제》)
- 18회(1997) - 이창동(《초록물고기》)
- 19회(1998) - 홍상수(《강원도의 힘》)
- 20회(1999) - 강제규(《쉬리》)
- 21회(2000) - 박찬욱(《공동경비구역 JSA》)
- 22회(2001) - 송해성(《파이란》)
- 23회(2002) - 임권택(《취화선》)
- 24회(2003) - 박찬욱(《올드보이》)
- 25회(2004) - 강우석(《실미도》)
- 26회(2005) - 박진표(《너는 내 운명》)
- 27회(2006) - 김태용(《가족의 탄생》)
- 28회(2007) - 허진호(《행복》)
- 29회(2008) - 김지운(《좋은 놈, 나쁜 놈, 이상한 놈》)
- 30회(2009) - 김용화(《국가대표》)
- 31회(2010) - 강우석(《이끼》)
- 32회(2011) - 류승완(《부당거래》)
- 33회(2012) - 정지영(《부러진 화살》)
- 34회(2013) - 봉준호(《설국열차》)
- 35회(2014) - 김한민(《명량》)
- 36회(2015) - 류승완(《베테랑》)
- 37회(2016) - 나홍진(《곡성》)
- 38회(2017) - 김현석(《아이 캔 스피크》)
- 39회(2018) - 윤종빈(《공작》)
- 40회(2019) - 봉준호(《기생충》)
- 41회(2020) - 임대형(《윤희에게》)
- 42회(2021) - 류승완(《모가디슈》)
- 43회(2022) - 박찬욱(《헤어질 결심》)
- 44회(2023) - 엄태화(《콘크리트 유토피아》)

## 남우주연상
- 1회(1963) - 김승호(《혈맥》)
- 2회(1964) - 김진규(《잉여인간》)
- 3회(1965) - 최무룡(《남과 북》)
- 4회(1966) - 신영균(《시장》)
- 5회(1967) - 김승호(《만선》)
- 6회(1969) - 신영균(《대원군》)
- 7회(1970) - 박노식(《돌아온 팔도사나이》)
- 8회(1971) - 최무룡(《30년만의 대결》)
- 9회(1972) - 박노식(《소장수》)
- 10회(1973) - 신영균(《삼일천하》)
- 11회(1990) - 안성기(《남부군》)
- 12회(1991) - 임성민(《사의 찬미》)
- 13회(1992) - 문성근(《경마장 가는 길》)
- 14회(1993) - 김명곤(《서편제》)
- 15회(1994) - 문성근(《너에게 나를 보낸다》), 박중훈(《게임의 법칙》)
- 16회(1995) - 최민수(《테러리스트》)
- 17회(1996) - 문성근(《꽃잎》)
- 18회(1997) - 한석규(《초록물고기》)
- 19회(1998) - 박신양(《약속》)
- 20회(1999) - 이정재(《태양은 없다》)
- 21회(2000) - 설경구(《박하사탕》)
- 22회(2001) - 최민식(《파이란》)
- 23회(2002) - 설경구(《공공의 적》)
- 24회(2003) - 최민식(《올드보이》)
- 25회(2004) - 장동건(《태극기 휘날리며》)
- 26회(2005) - 황정민(《너는 내 운명》)
- 27회(2006) - 안성기, 박중훈(《라디오 스타》)
- 28회(2007) - 송강호(《우아한 세계》)
- 29회(2008) - 김윤석(《추격자》)
- 30회(2009) - 김명민(《내 사랑 내 곁에》)
- 31회(2010) - 정재영(《이끼》)
- 32회(2011) - 박해일(《최종병기 활》)
- 33회(2012) - 최민식(《범죄와의 전쟁: 나쁜놈들 전성시대》)
- 34회(2013) - 황정민(《신세계》)
- 35회(2014) - 송강호(《변호인》)
- 36회(2015) - 유아인(《사도》)
- 37회(2016) - 이병헌(《내부자들》)
- 38회(2017) - 송강호(《택시운전사》)
- 39회(2018) - 김윤석(《1987》)
- 40회(2019) - 정우성(《증인》)
- 41회(2020) - 유아인(《소리도 없이》)
- 42회(2021) - 설경구(《자산어보》)
- 43회(2022) - 박해일(《헤어질 결심》)
- 44회(2023) - 이병헌(《콘크리트 유토피아》)

## 여우주연상
- 1회(1963) - 황정순(《혈맥》)
- 2회(1964) - 문정숙(《돌아보지 마라》)
- 3회(1965) - 엄앵란(《아름다운 눈동자》)
- 4회(1966) - 문정숙(《시장》)
- 5회(1967) - 주증녀(《산불》)
- 6회(1969) - 남정임(《분녀》)
- 7회(1970) - 김지미(《너의 이름은 여자》)
- 8회(1971) - 윤여정(《화녀》)
- 9회(1972) - 윤정희(《석화촌》)
- 10회(1973) - 윤정희(《효녀 청이》)
- 11회(1990) - 원미경(《단지 그대가 여자라는 이유만으로》)
- 12회(1991) - 장미희(《사의 찬미》)
- 13회(1992) - 강수연(《경마장 가는 길》)
- 14회(1993) - 김혜수(《첫사랑》)
- 15회(1994) - 최명길(《장미빛 인생》)
- 16회(1995) - 김혜수(《닥터 봉》), 방은진(《301 302》)
- 17회(1996) - 심혜진(《박봉곤 가출 사건》)
- 18회(1997) - 신은경(《창》)
- 19회(1998) - 심은하(《8월의 크리스마스》)
- 20회(1999) - 전도연(《내 마음의 풍금》)
- 21회(2000) - 이미연(《물고기자리》)
- 22회(2001) - 장진영(《소름》)
- 23회(2002) - 김윤진(《밀애》)
- 24회(2003) - 장진영(《싱글즈》)
- 25회(2004) - 이나영(《아는 여자》)
- 26회(2005) - 이영애(《친절한 금자씨》)
- 27회(2006) - 김혜수(《타짜》)
- 28회(2007) - 전도연(《밀양》)
- 29회(2008) - 손예진(《아내가 결혼했다》)
- 30회(2009) - 하지원(《내 사랑 내 곁에》)
- 31회(2010) - 수애(《심야의 FM》), 윤정희(《시》)
- 32회(2011) - 김하늘(《블라인드》)
- 33회(2012) - 임수정(《내 아내의 모든 것》)
- 34회(2013) - 한효주(《감시자들》)
- 35회(2014) - 천우희(《한공주》)
- 36회(2015) - 이정현(《성실한 나라의 앨리스》)
- 37회(2016) - 김민희(《아가씨》)
- 38회(2017) - 나문희(《아이 캔 스피크》
- 39회(2018) - 한지민(《미쓰백》)
- 40회(2019) - 조여정(《기생충》)
- 41회(2020) - 라미란(《정직한 후보》)
- 42회(2021) - 문소리(《세자매》)
- 43회(2022) - 탕웨이(《헤어질 결심》)
- 44회(2023) - 정유미(《잠》)

## 남우조연상
- 1회(1963) - 최남현(《혈맥》)
- 2회(1964) - 최무룡(《빨간 마후라》)
- 3회(1965) - 박노식(《용사는 살아있다》)
- 4회(1966) - 허장강(《군번없는 용사》)
- 5회(1967) - 김희갑(《산》)
- 6회(1969) - 박노식(《카인의 후예》)
- 7회(1970) - 허장강(《봄봄》)
- 8회(1971) - 황해(《황혼의 제3부두》)
- 9회(1972) - 윤일봉(《석화촌》)
- 10회(1973) - 장혁(《섬개구리 만세》)
- 11회(1990) - 최민수(《남부군》)
- 12회(1991) - 이경영(《사의 찬미》)
- 13회(1992) - 독고영재(《하얀 전쟁》)
- 14회(1993) - 안병경(《서편제》)
- 15회(1994) - 김갑수(《태백산맥》)
- 16회(1995) - 허준호(《테러리스트》)
- 17회(1996) - 김학철(《본투킬》)
- 18회(1997) - 송강호(《넘버 3》)
- 19회(1998) - 정진영(《약속》)
- 20회(1999) - 장동건(《인정사정 볼 것 없다》)
- 21회(2000) - 신하균(《공동경비구역 JSA》)
- 22회(2001) - 안성기(《무사》)
- 23회(2002) - 유동근(《가문의 영광》)
- 24회(2003) - 백윤식(《지구를 지켜라!》)
- 25회(2004) - 정재영(《실미도》)
- 26회(2005) - 임하룡(《웰컴 투 동막골》)
- 27회(2006) - 변희봉(《괴물》)
- 28회(2007) - 김상호(《즐거운 인생》)
- 29회(2008) - 박희순(《세븐 데이즈》)
- 30회(2009) - 진구(《마더》)
- 31회(2010) - 유해진(《이끼》)
- 32회(2011) - 류승룡(《최종병기 활》)
- 33회(2012) - 류승룡(《내 아내의 모든 것》)
- 34회(2013) - 이정재(《관상》)
- 35회(2014) - 조진웅(《끝까지 간다》)
- 36회(2015) - 오달수(《국제시장》)
- 37회(2016) - 쿠니무라 준(《곡성》)
- 38회(2017) - 진선규(《범죄도시》)
- 39회(2018) - 김주혁(《독전》)
- 40회(2019) - 조우진(《국가부도의 날》)
- 41회(2020) - 박정민(《다만 악에서 구하소서》)
- 42회(2021) - 허준호(《모가디슈》)
- 43회(2022) - 변요한(《한산: 용의 출현》)
- 44회(2023) - 조인성(《밀수》)

## 여우조연상
- 1회(1963) - 최지희(《김약국의 딸들》)
- 2회(1964) - 황정순(《잉여인간》)
- 3회(1965) - 황정순(《날개 부인》)
- 4회(1966) - 조미령(《나운규 일생》)
- 5회(1967) - 한은진(《까치소리》)
- 6회(1969) - 황정순(《규방》)
- 7회(1970) - 사미자(《떠나야 할 사람은》)
- 8회(1971) - 전계현(《화녀》)
- 9회(1972) - 안인숙(《늑대와 고양이들》)
- 10회(1973) - 최정민(《홍살문》)
- 11회(1990) - 손숙(《단지 그대가 여자라는 이유만으로》)
- 12회(1991) - 김보연(《은마는 오지 않는다》)
- 13회(1992) - 이혜영(《명자 아끼코 쏘냐》)
- 14회(1993) - 김혜선(《참견은 노 사랑은 오예》)
- 15회(1994) - 정경순(《태백산맥》)
- 16회(1995) - 송옥숙(《개같은 날의 오후》)
- 17회(1996) - 조은숙(《돼지가 우물에 빠진 날》)
- 18회(1997) - 정경순(《창》)
- 19회(1998) - 유혜정(《키스할까요》)
- 20회(1999) - 이미연(《내 마음의 풍금》)
- 21회(2000) - 하지원(《동감》)
- 22회(2001) - 오지혜(《와이키키 브라더스》)
- 23회(2002) - 송윤아(《광복절 특사》)
- 24회(2003) - 강혜정(《올드보이》)
- 25회(2004) - 염정아(《범죄의 재구성》)
- 26회(2005) - 강혜정(《웰컴 투 동막골》)
- 27회(2006) - 정유미(《가족의 탄생》)
- 28회(2007) - 나문희(《열혈남아》)
- 29회(2008) - 김지영(《우리 생애 최고의 순간》)
- 30회(2009) - 김해숙(《박쥐》)
- 31회(2010) - 윤여정(《하녀》)
- 32회(2011) - 김수미(《그대를 사랑합니다》)
- 33회(2012) - 문정희(《연가시》)
- 34회(2013) - 라미란(《소원》)
- 35회(2014) - 김영애(《변호인》)
- 36회(2015) - 전혜진(《사도》)
- 37회(2016) - 박소담(《검은 사제들》)
- 38회(2017) - 김소진(《더 킹》)
- 39회(2018) - 김향기(《신과함께: 죄와 벌》)
- 40회(2019) - 이정은(《기생충》)
- 41회(2020) - 이솜(《삼진그룹 영어토익반》)
- 42회(2021) - 김선영(《세자매》)
- 43회(2022) - 오나라(《장르만 로맨스》)
- 44회(2023) - 전여빈(《거미집》)

## 각본상
각본상
- 1회(1963) - 임희재(《혈맥》)
- 2회(1964) - 김강윤(《빨간 마후라》)
- 3회(1965) - 한운사(《남과 북》)
- 4회(1966) - 한우정(《군번없는 용사》)
- 5회(1967) - 신봉승(《산불》)
- 6회(1969) - 이상현(《수학여행》)
- 7회(1970) - 신봉승(《봄봄》)
- 8회(1971) - 김수현(《필녀》)
- 9회(1972) - 나한봉, 나연숙(《여창》)
- 10회(1973) - 윤삼육(《나와 나》)

시나리오상
- 11회(1990) - 윤대성, 장길수, 이종학(《추락하는 것에는 날개가 있다》)

각본상
- 12회(1991) - 유우제, 장길수(《수잔 브링크의 아리랑》)
- 13회(1992) - 박헌수(《결혼 이야기》)
- 14회(1993) - 이명세(《첫사랑》)
- 15회(1994) - 육상효(《장미빛 인생》)
- 16회(1995) - 이서군(《301 302》)
- 17회(1996) - 최문희(《코르셋》)
- 18회(1997) - 송능한(《넘버 3》)
- 19회(1998) - 홍상수(《강원도의 힘》)
- 20회(1999) - 이정향(《미술관 옆 동물원》)
- 21회(2000) - 이창동(《박하사탕》)
- 22회(2001) - 고은님(《번지점프를 하다》)
- 23회(2002) - 박정우(《광복절 특사》)
- 24회(2003) - 박찬옥(《질투는 나의 힘》)
- 25회(2004) - 최동훈(《범죄의 재구성》)
- 26회(2005) - 고윤희, 한재림(《연애의 목적》)
- 27회(2006) - 이해영, 이해준(《천하장사 마돈나》)
- 28회(2007) - 김한민(《극락도 살인사건》)
- 29회(2008) - 이경미, 박은교, 박찬욱(《미쓰 홍당무》)
- 30회(2009) - 이용주(《불신지옥》)
- 31회(2010) - 김현석(《시라노; 연애 조작단》)
- 32회(2011) - 박훈정(《부당거래》)
- 33회(2012) - 윤종빈(《범죄와의 전쟁: 나쁜놈들 전성시대》)
- 34회(2013) - 조중훈, 김지혜(《소원》)
- 35회(2014) - 김성훈(《끝까지 간다》)
- 36회(2015) - 김성제, 손아람(《소수의견》)
- 37회(2016) - 신연식(《동주》)
- 38회(2017) - 황동혁(《남한산성》)
- 39회(2018) - 곽경택, 김태균(《암수살인》)
- 40회(2019) - 김보라(《벌새》)
- 41회(2020) - 임대형(《윤희에게》)
- 42회(2021) - 김세겸(《자산어보》)
- 43회(2022) - 정서경, 박찬욱(《헤어질 결심》)
- 44회(2023) - 정주리(《다음 소희》)

## 기술상
기술상
- 1회(1963) - 이경순[녹음](《혈맥》)
- 2회(1964) - 양성란[편집](《빨간 마후라》)
- 3회(1965) - 고해진[조명](《순교자》)
- 4회(1966) - 김희수[편집](《탈출명령》)
- 5회(1967) - 차정남[조명](《한》)
- 6회(1969) - 이경순[녹음](《카인의 후예》)
- 7회(1970) - 차정남[조명](《나도 인간이 되련다》)
- 8회(1971) - 정경희[조명](《30년만의 대결》)
- 9회(1972) - 장현수[편집](《소장수》)
- 10회(1973) - 김연[조명](《특별수사본부 기생 김소산》)

기술스태프상
- 11회(1990) - 유영길[촬영](《그들도 우리처럼》)

기술상
- 14회(1993) - 안상수 외 2명[미술](《그대 안의 블루》)
- 15회(1994) - 김수철[음악](《태백산맥》)
- 16회(1995) - 윤정섭[미술](《헤어드레서》)
- 17회(1996) - 이동준[음악](《은행나무 침대》)
- 18회(1997) - 이동준[음악](《초록물고기》)
- 19회(1998) - 강종익 외[특수효과]《퇴마록》
- 20회(1999) - 정용훈[미술]《유령》
- 21회(2000) - 정도안[특수효과](《리베라 메》)
- 22회(2001) - 임재영[조명](《와이키키 브라더스》)
- 23회(2002) - 장성호[특수효과](《2009 로스트 메모리즈》)
- 24회(2003) - 오상만[미술](《봄 여름 가을 겨울 그리고 봄》)
- 25회(2004) - 정도안[특수효과](《태극기 휘날리며》)
- 26회(2005) - 신재호[특수분과](《혈의 누》)
- 27회(2006) - EON, 오퍼니지[CG](《괴물》)
- 28회(2007) - DTI, ETRI[CG](《중천》)
- 29회(2008) - 인사이트비주얼[CG](《모던 보이》)
- 30회(2009) - 한스 울릭(폴리곤 엔터테인먼트), 장성호(모팩), 김희동(파워캐스트)[CG](《해운대》)
- 31회(2010) - 박정률[무술](《아저씨》)
- 32회(2011) - 오세영[무술](《최종병기 활》)
- 33회(2012) - 유상섭, 정윤헌[무술](《도둑들》)
- 34회(2013) - 정성진[시각효과](《미스터 고》)
- 35회(2014) - 강종익[시각효과](《해적: 바다로 간 산적》)
- 36회(2015) - 조상경, 손나리[의상](《암살》)
- 37회(2016) - 곽태용, 황효균[특수분장](《부산행》)
- 38회(2017) - 권귀덕[무술](《악녀》)
- 39회(2018) - 진종현[시각효과](《신과함께: 죄와 벌》)
- 40회(2019) - 윤진율, 권지훈[스턴트](《엑시트》)
- 41회(2020) - 진종현[시각효과](《백두산》)
- 42회(2021) - 정성진, 정철민[특수효과](《승리호》)
- 43회(2022) - 허명행, 윤성민[무술](《범죄도시 2》)
- 44회(2023) - 진종현[특수효과](《더 문》)

## 촬영상
- 1회(1963) - 이용민(《정복자》)
- 2회(1964)
  - 흑백촬영상 - 홍동혁(《잉여인간》)
  - 색채촬영상 - 김종래(《빨간 마후라》)
- 3회(1965) - 서정민(《흑맥》)
- 4회(1966)
  - 흑백촬영상 - 안윤혁(《비무장지대》)
  - 색채촬영상 - 전조명, 이병우(《잘 있거라 일본땅》)
- 5회(1967)
  - 흑백촬영상 - 서정민(《만추》)
  - 색채촬영상 - 홍동혁(《사격장의 아이들》)
- 6회(1969)
  - 흑백촬영상 - 홍동혁(《분녀》)
  - 색채촬영상 - 정운교(《당신》)
- 7회(1970) - 장석준(《봄봄》)
- 8회(1971) - 홍동혁(《옥합을 깨뜨릴 때》)
- 9회(1972) - 서정민(《여창》)
- 10회(1973) - 유재형(《섬개구리 만세》)
- 12회(1991) - 정일성(《개벽》)
- 13회(1992) - 유영길(《하얀 전쟁》)
- 14회(1993) - 정일성(《서편제》)
- 15회(1994) - 신옥현(《헐리우드 키드의 생애》)
- 16회(1995) - 유영길(《아름다운 청년 전태일》)
- 17회(1996) - 박희주(《은행나무 침대》)
- 18회(1997) - 전조명(《창》)
- 19회(1998) - 故유영길(《8월의 크리스마스》)
- 20회(1999) - 정광석, 송행기《인정사정 볼 것 없다》
- 21회(2000) - 김성복(《공동경비구역 JSA》)
- 22회(2001) - 김형구(《무사》)
- 23회(2002) - 정일성(《취화선》)
- 24회(2003) - 김형구(《살인의 추억》)
- 25회(2004) - 홍경표(《태극기 휘날리며》)
- 26회(2005) - 김지용(《달콤한 인생》)
- 27회(2006) - 최영환(《타짜》)
- 28회(2007) - 윤남주(《기담》)
- 29회(2008) - 이모개(《좋은 놈, 나쁜 놈, 이상한 놈》)
- 30회(2009) - 박현철(《국가대표》)
- 31회(2010) - 이모개(《악마를 보았다》)
- 32회(2011) - 김우형(《고지전》)
- 33회(2012) - 김태경(《은교》)
- 34회(2013) - 최영환(《베를린》)

## 조명상
- 26회(2005) - 신경만(《형사 Duelist》)
- 27회(2006) - 故이강산, 정영민(《괴물》)
- 28회(2007) - 임재영(《황진이》)
- 29회(2008) - 강대희(《모던 보이》)
- 30회(2009) - 최철수, 박동순(《마더》)
- 31회(2010) - 오승철(《악마를 보았다》)
- 32회(2011) - 황순욱(《황해》)
- 33회(2012) - 홍승철(《은교》)
- 34회(2013) - 김성관(《베를린》)

## 촬영조명상
- 35회(2014) - 최찬민[촬영], 유영종[조명](《군도: 민란의 시대》)
- 36회(2015) - 김태경[촬영], 홍승철[조명](《사도》)
- 37회(2016) - 이모개[촬영], 이성환[조명](《아수라》)
- 38회(2017) - 조형래[촬영], 박정우[조명](《불한당: 나쁜 놈들의 세상》)
- 39회(2018) - 김우형[촬영], 김승규[조명](《1987》)
- 40회(2019) - 김지용[촬영], 조규영[조명](《스윙키즈》)
- 41회(2020) - 홍경표[촬영](《다만 악에서 구하소서》)
- 42회(2021) - 이의태[촬영], 유혁준[조명](《자산어보》)
- 43회(2022) - 이모개[촬영], 이성환[조명](《헌트》)
- 44회(2023) - 김태경[촬영], 홍승철[조명](《올빼미》)

## 미술상
- 1회(1963) - 이봉선(《김약국의 딸들》)
- 2회(1964) - 박석인(《잉여인간》)
- 3회(1965) - 정우택, 홍성칠(《흑맥》)
- 4회(1966) - 노인택(《오늘은 왕》)
- 5회(1967) - 박석인(《한》)
- 6회(1969) - 이명수(《당신》)
- 7회(1970) - 김호균(《독짓는 늙은이》)
- 8회(1971) - 박석인(《화녀》)
- 9회(1972) - 김유진(《새남터의 북소리》)
- 10회(1973) - 박석인(《삼일천하》)
- 25회(2004) - 김기철(《말죽거리 잔혹사》)
- 26회(2005) - 조근현, 이형주(《형사 Duelist》)
- 27회(2006) - 조근현, 홍주희(《음란서생》)
- 28회(2007) - 이민복, 김유정(《기담》)
- 29회(2008) - 조화성(《좋은 놈, 나쁜 놈, 이상한 놈》)
- 30회(2009) - 조화성, 최현석(《그림자 살인》)
- 31회(2010) - 이하준(《하녀》)
- 32회(2011) - 류성희(《고지전》)
- 33회(2012) - 오흥석(《광해, 왕이 된 남자》)
- 34회(2013) - 앙드레 넥바실(《설국열차》)
- 35회(2014) - 이하준(《해무》)
- 36회(2015) - 류성희(《국제시장》)
- 37회(2016) - 류성희(《아가씨》)
- 38회(2017) - 이후경(《군함도》)
- 39회(2018) - 박일현(《공작》)
- 40회(2019) - 이하준(《기생충》)
- 41회(2020) - 배정윤《삼진그룹 영어토익반》)
- 42회(2021) - 김보묵(《모가디슈》)
- 43회(2022) - 한아름(《킹메이커》)
- 44회(2023) - 정이진(《거미집》)

## 편집상
- 35회(2014) - 김창주(《끝까지 간다》)
- 36회(2015) - 양진모(《뷰티 인사이드》)
- 37회(2016) - 김선민(《곡성》)
- 38회(2017) - 신민경(《더 킹》)
- 39회(2018) - 김형주, 정범식, 양동엽(《곤지암》)
- 40회(2019) - 남나영(《스윙키즈》)
- 41회(2020) - 한미연(《지푸라기라도 잡고 싶은 짐승들》)
- 42회(2021) - 김정훈(《자산어보》)
- 43회(2022) - 김상범(《헌트》)
- 44회(2023) - 김선민(《올빼미》)

## 음악상
- 1회(1963) - 김희조(《정복자》)
- 2회(1964) - 이봉조(《맨발의 청춘》)
- 3회(1965) - 전정근(《흑맥》)
- 4회(1966) - 김동진(《태양은 다시 뜬다》)
- 5회(1967) - 정윤주(《만선》)
- 6회(1969) - 정윤주(《시발점》)
- 7회(1970) - 황문평(《비운의 왕비》)
- 8회(1971) - 한상기(《동춘》)
- 9회(1972) - 김희조(《의사 안중근》)
- 10회(1973) - 정윤주(《홍살문》)
- 25회(2004) - 조성우(《꽃피는 봄이 오면》)
- 26회(2005) - 김준성(《말아톤》)
- 27회(2006) - 이병우(《왕의 남자》)
- 28회(2007) - 방준석, 이병훈(《즐거운 인생》)
- 29회(2008) - 방준석(《고고 70》)
- 30회(2009) - 조영욱(《박쥐》)
- 31회(2010) - 모그(《악마를 보았다》)
- 32회(2011) - 모그(《도가니》)
- 33회(2012) - 조영욱(《범죄와의 전쟁: 나쁜놈들 전성시대》)
- 34회(2013) - 모그(《화이: 괴물을 삼킨 아이》)
- 35회(2014) - 조영욱(《군도: 민란의 시대》)
- 36회(2015) - 방준석(《사도》)
- 37회(2016) - 달파란, 장영규(《곡성》)
- 38회(2017) - 조영욱(《택시운전사》)
- 39회(2018) - 달파란(《독전》)
- 40회(2019) - 김태성(《사바하》)
- 41회(2020) - 달파란(《삼진그룹 영어토익반》)
- 42회(2021) - 방준석(《자산어보》)
- 43회(2022) - 조영욱(《헌트》)
- 44회(2023) - 장기하(《밀수》)

## 주제가상
- 7회(1970) - 박춘석(《언제나 타인》)
- 8회(1971) - 백영호(《아씨》)
- 9회(1972) - 황하룡(《빗속에 떠날 사람》)
- 10회(1973) - 황하룡(《인생은 나그네길》)

## 신인감독상
특별상(신인감독)
- 3회(1965) - 정승문(《얄개전》)
- 6회(1969) - 정소영(《규방》)
- 8회(1971) - 변장호(《여자가 화장을 지울 때》)
- 10회(1973) - 이원세(《나와 나》)

신인감독상
- 12회(1991) - 이명세(《나의 사랑 나의 신부》)
- 13회(1992) - 김영빈(《김의 전쟁》)
- 14회(1993) - 이현승(《그대 안의 블루》)
- 15회(1994) - 김홍준(《장미빛 인생》)
- 16회(1995) - 이민용(《개같은 날의 오후》)
- 17회(1996) - 홍상수(《돼지가 우물에 빠진 날》), 강제규(《은행나무 침대》)
- 18회(1997) - 송능한(《넘버 3》)
- 19회(1998) - 허진호(《8월의 크리스마스》), 임상수(《처녀들의 저녁식사》)
- 20회(1999) - 이영재(《내 마음의 풍금》)
- 21회(2000) - 류승완(《죽거나 혹은 나쁘거나》)
- 22회(2001) - 김대승(《번지점프를 하다》)
- 23회(2002) - 김인식(《로드무비》)
- 24회(2003) - 장준환(《지구를 지켜라!》)
- 25회(2004) - 최동훈(《범죄의 재구성》)
- 26회(2005) - 정윤철(《말아톤》)
- 27회(2006) - 이해영, 이해준(《천하장사 마돈나》)
- 28회(2007) - 김한민(《극락도 살인사건》)
- 29회(2008) - 이경미(《미쓰 홍당무》)
- 30회(2009) - 강형철(《과속스캔들》)
- 31회(2010) - 김광식(《내 깡패 같은 애인》)
- 32회(2011) - 윤성현(《파수꾼》)
- 33회(2012) - 김홍선(《공모자들》)
- 34회(2013) - 김병우(《더 테러 라이브》)
- 35회(2014) - 이수진(《한공주》)
- 36회(2015) - 김태용(《거인》)
- 37회(2016) - 윤가은(《우리들》)
- 38회(2017) - 이현주(《연애담》)
- 39회(2018) - 전고운(《소공녀》)
- 40회(2019) - 이상근(《엑시트》)
- 41회(2020) - 홍의정(《소리도 없이》)
- 42회(2021) - 박지완(《내가 죽던 날》)
- 43회(2022) - 이정재(《헌트》)
- 44회(2023) - 안태진(《올빼미》)

## 신인연기상
특별상(신인)
- 2회(1964) - 주연(《월급봉투》)
- 3회(1965) - 문희(《흑맥》)
- 4회(1966) - 남정임(《유정》)
- 5회(1967) - 오영일(《사랑은 당신만》)

특별상(신인연기)
- 7회(1970) - 고강일(《낙엽따라 가버린 사랑》), 김창숙(《124 군부대》)
- 8회(1971) - 노우현(《미워도 다시 한 번 대완결편》), 하명중(《누야 와 시집 안가노》), 오유경(《숨겨논 여자》), 김청자(《댁의 아빠도 이렇습니까》)
- 9회(1972) - 나하영(《이 생명 다시한번》), 박지영(《약한 자여》), 임지성(《소장수》)
- 10회(1973) - 우연정(《나와 나》), 전영(《항구의 등불》), 신일룡(《섬개구리 만세》)

## 신인남우상
- 11회(1990) - 박상민(《장군의 아들》)
- 12회(1991) - 최진영(《산산이 부서진 이름이여》)
- 13회(1992) - 조재현(《가슴에 돋는 칼로 슬픔을 자르고》)
- 14회(1993) - 김명수(《비 오는 날 수채화 2》)
- 15회(1994) - 여균동(《너에게 나를 보낸다》)
- 16회(1995) - 이정재(《젊은 남자》)
- 17회(1996) - 박신양(《유리》)
- 18회(1997) - 장동건(《패자부활전》)
- 19회(1998) - 안재욱(《찜》)
- 20회(1999) - 이성재(《미술관 옆 동물원》)
- 21회(2000) - 김래원(《청춘》)
- 22회(2001) - 차태현(《엽기적인 그녀》)
- 23회(2002) - 황정민(《로드무비》)
- 24회(2003) - 배용준(《스캔들: 조선남녀상열지사》)
- 25회(2004) - 재희(《빈 집》)
- 26회(2005) - 천정명(《태풍태양》)
- 27회(2006) - 류덕환(《천하장사 마돈나》)
- 28회(2007) - 다니엘 헤니(《마이 파더》)
- 29회(2008) - 소지섭, 강지환(《영화는 영화다》)
- 30회(2009) - 양익준(《똥파리》)
- 31회(2010) - 최승현(《포화 속으로》)
- 32회(2011) - 이제훈(《파수꾼》)
- 33회(2012) - 조정석(《건축학개론》)
- 34회(2013) - 여진구(《화이 : 괴물을 삼킨 아이》)
- 35회(2014) - 박유천(《해무》)
- 36회(2015) - 최우식(《거인》)
- 37회(2016) - 박정민(《동주》)
- 38회(2017) - 도경수(《형》)
- 39회(2018) - 남주혁(《안시성》)
- 40회(2019) - 박해수(《양자물리학》)
- 41회(2020) - 유태오(《버티고》)
- 42회(2021) - 정재광(《낫아웃》)
- 43회(2022) - 김동휘(《이상한 나라의 수학자》)
- 44회(2023) - 홍사빈(《화란》)

## 신인여우상
- 11회(1990) - 최진실(《남부군》)
- 12회(1991) - 김금용(《산산이 부서진 이름이여》)
- 13회(1992) - 오연수(《장군의 아들 3》)
- 14회(1993) - 오정해(《서편제》)
- 15회(1994) - 정선경(《너에게 나를 보낸다》)
- 16회(1995) - 이지은(《금홍아 금홍아》)
- 17회(1996) - 이정현(《꽃잎》), 이혜은(《코르셋》)
- 18회(1997) - 전도연(《접속》)
- 19회(1998) - 김여진(《처녀들의 저녁식사》)
- 20회(1999) - 이재은(《노랑머리》)
- 21회(2000) - 배두나(《플란다스의 개》)
- 22회(2001) - 이요원(《고양이를 부탁해》)
- 23회(2002) - 문소리(《오아시스》)
- 24회(2003) - 임수정(《장화, 홍련》)
- 25회(2004) - 수애(《가족》)
- 26회(2005) - 김지수(《여자, 정혜》)
- 27회(2006) - 고아성(《괴물》)
- 28회(2007) - 정려원(《두 얼굴의 여친》)
- 29회(2008) - 한예슬(《용의주도 미스신》)
- 30회(2009) - 박보영(《과속스캔들》), 김꽃비(《똥파리》)
- 31회(2010) - 이민정(《시라노; 연애조작단》)
- 32회(2011) - 문채원(《최종병기 활》)
- 33회(2012) - 김고은(《은교》)
- 34회(2013) - 박지수(《마이 라띠마》)
- 35회(2014) - 김새론(《도희야》)
- 36회(2015) - 이유영(《간신》)
- 37회(2016) - 김태리(《아가씨》)
- 38회(2017) - 최희서(《박열》)
- 39회(2018) - 김다미(《마녀》)
- 40회(2019) - 김혜준(《미성년》)
- 41회(2020) - 강말금(《찬실이는 복도 많지》)
- 42회(2021) - 공승연(《혼자 사는 사람들》)
- 43회(2022) - 김혜윤(《불도저에 탄 소녀》)
- 44회(2023) - 고민시(《밀수》)

## 신인각본상
특별상(신인각본)
- 7회(1970) - 윤삼육(《소문난 잔치》)

## 신인기술상
특별상(신인기술)
- 9회(1972) - 박승배[미술](《석화촌》)

## 우수기획상
- 8회(1971) - 《소년이 돌아온 다리》
- 9회(1972) - 《의사 안중근》
- 10회(1973) - 《집념의 마나슬루》

## 단편영화상
- 29회(2008) - 《잔소리》(최정렬 감독)
- 30회(2009) - 《구경》(김한결 감독)
- 31회(2010) - 《꽃님이》(정동락 감독)
- 32회(2011) - 《부서진 밤》(양효주 감독)
- 33회(2012) - 《밤》(강원 감독)
- 34회(2013) - 《미자》(전효정 감독)
- 35회(2014) - 《영희씨》(방우리 감독)
- 36회(2015) - 《출사》(유재현 감독)
- 37회(2016) - 《여름밤》(이재원 감독)
- 38회(2017) - 《대자보》(곽은미 감독)
- 39회(2018) - 《신기록》(허지은, 이경호 감독)
- 40회(2019) - 《밀크》(장유진 감독)
- 41회(2020) - 《실》(이나연, 조민재 감독)
- 42회(2021) - 《오토바이와 햄버거》(최민영 감독)
- 43회(2022) - 《새벽 두시에 불을 붙여》(유종석 감독)
- 44회(2023) - 《과화만사성》(유재인 감독)

## 아역상
특별상(아역)
- 3회(1965) - 김용연(《아름다운 눈동자》)
- 4회(1966) - 주빈아(《비무장지대》)
- 5회(1967) - 이풍구(《종자돈》)
- 7회(1970) - 김미영(《잊혀진 여인》)
- 8회(1971) - 김정훈(《마지막 황태자 영친왕》)
- 9회(1972) - 이승현(《바보같은 사나이》)

## 집단연기상
특별상(집단연기)
- 1회(1963) - 장동휘, 최무룡, 남준택, 구봉서, 이대엽, 김운하 (《돌아오지 않는 해병》)
- 6회(1969) - 출연한 아역들(《수학여행》)
- 10회(1973) - 출연진들(《섬개구리 만세》)

## 특별상
- 2회(1964) - 신상옥[제작](합작영화 《비련의 왕비 달기》), 말란 헤이만[음악](문화영화 《한라산》)
- 12회(1991) - 김유진
- 13회(1992) - 정진강, 홍경인, 고정일, 문혁(《우리들의 일그러진 영웅》), 김민형(《미스터 맘마》)
- 30회(2009) - 장진영

## 공로상
공로상
- 1회(1963) - 남춘역
- 8회(1971) - 이경순 녹음기사, 영우회(조·단역 연기자들의 모임)

특별공로상
- 15회(1994) - 손전
- 16회(1995) - 전택이
- 17회(1996) - 배우 한은진
- 18회(1997) - 정일성 촬영감독

## 장려상
- 5회(1967) - 안인숙(《섬마을 선생》)
- 9회(1972) - 윤소라(《화분》)
- 10회(1973) - 이승현(《0시》), 윤화영(《특공외인부대》)

## 한국영화 최다관객상
최다관객상
- 11회(1990) - 《장군의 아들》
- 12회(1991) - 《장군의 아들 2》
- 13회(1992) - 《결혼 이야기》
- 14회(1993) - 《서편제》
- 15회(1994) - 《투캅스》

한국영화 최고흥행상
- 16회(1995) - 《닥터 봉》
- 17회(1996) - 《투캅스 2》
- 18회(1997) - 《접속》
- 19회(1998) - 《편지》
- 20회(1999) - 《쉬리》
- 21회(2000) - 《공동경비구역 JSA》
- 22회(2001) - 《친구》
- 23회(2002) - 《가문의 영광》
- 24회(2003) - 《살인의 추억》
- 25회(2004) - 《태극기 휘날리며》

한국영화 최다관객상
- 26회(2005) - 《웰컴 투 동막골》
- 27회(2006) - 《괴물》
- 28회(2007) - 《디워》
- 29회(2008) - 《좋은 놈, 나쁜 놈, 이상한 놈》
- 30회(2009) - 《해운대》
- 31회(2010) - 《아저씨》
- 32회(2011) - 《최종병기 활》
- 33회(2012) - 《도둑들》
- 34회(2013) - 《7번방의 선물》
- 35회(2014) - 《명량》
- 36회(2015) - 《국제시장》
- 37회(2016) - 《부산행》
- 38회(2017) - 《택시운전사》
- 39회(2018) - 《신과함께: 죄와 벌》
- 40회(2019) - 《극한직업》
- 41회(2020) - 《백두산》
- 42회(2021) - 《모가디슈》
- 43회(2022) - 《범죄도시2》
- 44회(2023) - 《범죄도시3》

## 최우수 외국영화상
- 11회(1990) - 《시네마 천국》
- 12회(1991) - 《늑대와 춤을》
- 13회(1992) - 《퐁네프의 연인들》
- 14회(1993) - 《피아노》
- 15회(1994) - 《패왕별희》
- 16회(1995) - 《희생》

## 정영일 영화평론상
- 15회(1994) - 김종원
- 16회(1995) - 변인식
- 17회(1996) - 안병섭
- 18회(1997) - 강한섭
- 19회(1998) - 이영일
- 20회(1999) - 양윤모
- 21회(2000) - 유지나

## 시나리오 공모대상
- 18회(1997) - 이정향(《미술관 옆 동물원》), 정진완(《즐거운 인생》)
- 19회(1998) - 김병재(《엠바고》), 구동회(《오필리아의 연인》)
- 20회(1999) - 김선미(《내 인생의 히로인》), 황금창(《시크릿트 데이》)

## 인기스타상
인기남/여우상
- 1회(1963) - 신성일, 엄앵란
- 2회(1964) - 신성일, 신영균, 김진규, 엄앵란, 태현실, 최은희
- 3회(1965) - 김진규, 신성일, 신영균, 김지미, 엄앵란, 태현실
- 4회(1966) - 김진규, 신성일, 신영균, 고은아, 김지미, 최은희
- 5회(1967) - 김진규, 신성일, 신영균, 김지미, 남정임, 윤정희
- 6회(1969) - 김진규, 신성일, 신영균, 남정임, 문희, 윤정희
- 7회(1970) - 남궁원, 신성일, 신영균, 남정임, 문희, 윤정희
- 8회(1971) - 남궁원, 신성일, 신영균, 김지미, 문희, 윤정희
- 9회(1972) - 최무룡, 신성일, 박노식, 윤정희, 김지미, 고은아
- 10회(1973) - 박노식, 신성일, 최무룡, 고은아, 김창숙, 윤정희

인기스타상
- 11회(1990) - 최진실, 박상민, 황신혜, 안성기
- 12회(1991) - 최민수, 박상민, 최진실, 이혜숙
- 13회(1992) - 안성기, 최민수, 최진실, 심혜진
- 14회(1993) - 이경영, 최민수, 최진실, 강수연
- 15회(1994) - 이경영, 박중훈, 최진실, 심혜진
- 16회(1995) - 박중훈, 최민수, 정선경, 최진실
- 17회(1996) - 박중훈, 김민종, 심혜진, 정선경
- 18회(1997) - 한석규, 박중훈, 신은경, 최진실
- 19회(1998) - 한석규, 박신양, 최진실, 심은하
- 20회(1999) - 한석규, 정우성, 심은하, 전도연
- 21회(2000) - 유지태, 장동건, 김희선, 전도연
- 22회(2001) - 이병헌, 장동건, 정우성, 김희선, 신은경, 이미연
- 23회(2002) - 정준호, 차태현, 전도연, 김정은
- 24회(2003) - 차태현, 배용준, 손예진, 장진영
- 25회(2004) - 권상우, 강동원, 김정은, 문근영
- 26회(2005) - 강동원, 조승우, 김수미, 하지원
- 27회(2006) - 신현준, 이준기, 김혜수, 강성연
- 28회(2007) - 황정민, 주진모, 김태희, 김아중
- 29회(2008) - 설경구, 정우성, 김하늘, 손예진
- 30회(2009) - 이병헌, 하정우, 하지원, 최강희
- 31회(2010) - 원빈, 최승현, 조여정, 손예진
- 32회(2011) - 공유, 고수, 최강희, 김혜수
- 33회(2012) - 하정우, 김수현, 공효진, 수지
- 34회(2013) - 설경구, 이병헌, 공효진, 김민희
- 35회(2014) - 송승헌, 김우빈, 임시완, 신세경
- 36회(2015) - 이민호,  박서준,  박보영, 설현
- 37회(2016) - 정우성, 쿠니무라 준, 배두나, 손예진
- 38회(2017) - 나문희, 설경구, 조인성, 김수안
- 39회(2018) - 주지훈, 김영광, 김향기, 진서연
- 40회(2019) - 박형식, 이광수, 이하늬, 윤아
- 41회(2020) - 유아인, 정유미
- 42회(2021) - 송중기, 구교환, 임윤아, 전여빈
- 43회(2022) - 고경표, 다니엘 헤니, 이지은, 임윤아
- 44회(2023) - 송중기, 김선호, 조인성, 박보영

## 기타 시상
- 26회(2005)
  - 베스트커플상 - 황정민, 전도연(《너는 내운명》)
- 27회(2006)
  - 베스트커플상 - 감우성, 이준기(《왕의 남자》)
- 28회(2007)
  - 베스트드레서상 - 손예진, 김윤진, 전도연, 김하늘, 박시연
- 29회(2008)
  - 명예 인기스타상 - 故최진실
  - 베스트커플상 - 김주혁, 손예진(《아내가 결혼했다》)

## 같이 보기
- 청룡영화상의 수상 목록

## 참고 자료
- 청룡영화상 홈페이지 보관됨 2017-10-10 - 웨이백 머신
- 한국영화데이터베이스 영화제 소개
- 뉴스 라이브러리